# مدیسون پارک (نیوجرسی)
مدیسون پارک (به انگلیسی: Madison Park) یک منطقهٔ مسکونی در ایالات متحده آمریکا است که در نیوجرسی واقع شده‌است. مدیسون پارک ۴٫۳۶۸ کیلومتر مربع مساحت و ۷٬۱۴۴ نفر جمعیت دارد و ۳۶ متر بالاتر از سطح دریا واقع شده‌است.